# Лі Дже Сон
Лі Дже Сон (кор. 이재성, нар. 10 серпня 1992, Ульсан) — південнокорейський футболіст, півзахисник німецького клубу «Майнц 05» і національної збірної Південної Кореї.

## Клубна кар'єра
Займався футболом у Корейському університеті. У дорослому футболі дебютував 2014 року виступами за команду клубу «Чонбук Хьонде Моторс». Усього відіграв за команду з міста Чонджу 137 матчів в національному чемпіонаті.
У липні 2018 року Лі приєднався до німецького клубу «Гольштайн», підписавши контракт до 30 червня 2021 року. Як повідомлялося, трансферна сума, сплачена колишньому клубу гравця, склала 1,5 млн євро.
У липні 2021 року пішов на підвищення, приєднавшись до клубу Бундесліги «Майнц 05».

## Виступи за збірні
2014 року залучався до складу молодіжної збірної Південної Кореї і з командою до 23 років став чемпіоном Азійських ігор, що проходили в південнокорейському Інчхоні. На молодіжному рівні зіграв у 7 офіційних матчах.
27 березня 2015 року дебютував в офіційних іграх у складі національної збірної Південної Кореї в товариському матчі з Узбекистаном, а вже у другому матчі проти Нової Зеландії, що відбувся через чотири дні, 31 березня, Лі забив перший гол за збірну.
У складі збірної був учасником чемпіонату світу 2018 року у Росії, кубка Азії 2019 року в ОАЕ.
| Дата       | Місто                  | Господарі         | Результат | Гості                | Турнір                         | Голи | Примітки |
| ---------- | ---------------------- | ----------------- | --------- | -------------------- | ------------------------------ | ---- | -------- |
| 27-3-2015  | Теджон                 | Південна Корея    | 1 – 1     | Узбекистан           | товариський матч               | -    | 86'      |
| 31-3-2015  | Сеул                   | Південна Корея    | 1 – 0     | Нова Зеландія        | товариський матч               | 1    | 64'      |
| 11-6-2015  | Куала-Лумпур           | Південна Корея    | 3 – 0     | ОАЕ                  | товариський матч               | -    | 82'      |
| 16-6-2015  | Бангкок                | М'янма            | 0 – 2     | Південна Корея       | Відбір до ЧС 2018              | 1    |          |
| 2-8-2015   | Ухань                  | КНР               | 1 – 2     | Південна Корея       | Coppa dell'Asia orientale 2015 | -    | 79'      |
| 5-8-2015   | Ухань                  | Японія            | 1 – 1     | Південна Корея       | Coppa dell'Asia orientale 2015 | -    | 64'      |
| 9-8-2015   | Ухань                  | Південна Корея    | 0 – 0     | Північна Корея       | Coppa dell'Asia orientale 2015 | -    | 88'      |
| 3-9-2015   | Hwaseong               | Південна Корея    | 8 – 0     | Лаос                 | Відбір до ЧС 2018              | 1    | 77'      |
| 8-9-2015   | Сайда (місто)          | Ліван             | 0 – 3     | Південна Корея       | Відбір до ЧС 2018              | -    | 46'      |
| 8-10-2015  | Ель-Кувейт             | Кувейт            | 0 – 1     | Південна Корея       | Відбір до ЧС 2018              | -    | 88'      |
| 13-10-2015 | Сеул                   | Південна Корея    | 3 – 0     | Ямайка               | товариський матч               | -    | 70'      |
| 12-11-2015 | Сувон                  | Південна Корея    | 4 – 0     | М'янма               | Відбір до ЧС 2018              | 1    | 86'      |
| 17-11-2015 | В'єнтьян               | Лаос              | 0 – 5     | Південна Корея       | Відбір до ЧС 2018              | -    |          |
| 24-3-2016  | Ансан                  | Південна Корея    | 1 – 0     | Ліван                | Відбір до ЧС 2018              | -    | 82'      |
| 1-6-2016   | Зальцбург              | Іспанія           | 6 – 1     | Південна Корея       | товариський матч               | -    | 61'      |
| 5-6-2016   | Прага                  | Чехія             | 1 – 2     | Південна Корея       | товариський матч               | -    | 63'      |
| 1-9-2016   | Сеул                   | Південна Корея    | 3 – 2     | КНР                  | Відбір до ЧС 2018              | -    | 83'      |
| 6-9-2016   | Серембан               | Сирія             | 0 – 0     | Південна Корея       | Відбір до ЧС 2018              | -    | 67'      |
| 15-11-2016 | Сеул                   | Південна Корея    | 2 – 1     | Узбекистан           | Відбір до ЧС 2018              | -    | 63'      |
| 7-6-2017   | Рас-ель-Хайма (емірат) | Ірак              | 0 – 0     | Південна Корея       | товариський матч               | -    | 64'      |
| 13-6-2017  | Доха                   | Катар             | 3 – 2     | Південна Корея       | Відбір до ЧС 2018              | -    |          |
| 31-8-2017  | Сеул                   | Південна Корея    | 0 – 0     | Іран                 | Відбір до ЧС 2018              | -    | 73'      |
| 10-11-2017 | Сувон                  | Південна Корея    | 2 – 1     | Колумбія             | товариський матч               | -    | 82'      |
| 14-11-2017 | Ульсан                 | Південна Корея    | 1 – 1     | Сербія               | товариський матч               | -    | 85'      |
| 9-12-2017  | Токіо                  | Південна Корея    | 2 – 2     | КНР                  | Coppa dell'Asia orientale 2017 | 1    |          |
| 12-12-2017 | Токіо                  | Північна Корея    | 0 – 1     | Південна Корея       | Coppa dell'Asia orientale 2017 | -    |          |
| 16-12-2017 | Тьофу                  | Японія            | 1 – 4     | Південна Корея       | Coppa dell'Asia orientale 2017 | -    | 72'      |
| 27-1-2018  | Аксу                   | Південна Корея    | 1 – 0     | Молдова              | товариський матч               | -    | 46'      |
| 30-1-2018  | Аксу (Анталія)         | Ямайка            | 2 – 2     | Південна Корея       | товариський матч               | -    |          |
| 3-2-2018   | Аксу (Анталія)         | Південна Корея    | 1 – 0     | Латвія               | товариський матч               | -    |          |
| 24-3-2018  | Белфаст                | Північна Ірландія | 2 – 1     | Південна Корея       | товариський матч               | -    |          |
| 27-3-2018  | Варшава                | Польща            | 3 – 2     | Південна Корея       | товариський матч               | -    | 63'      |
| 1-6-2018   | Чонджу                 | Південна Корея    | 1 – 3     | Боснія і Герцеговина | товариський матч               | 1    | 87'      |
| 7-6-2018   | Інсбрук                | Південна Корея    | 0 – 0     | Болівія              | товариський матч               | -    | 46'      |
| 11-6-2018  | Гредіг                 | Південна Корея    | 0 – 2     | Сенегал              | товариський матч               | -    |          |
| 18-6-2018  | Нижній Новгород        | Швеція            | 1 – 0     | Південна Корея       | ЧС 2018 - 1-й етап             | -    |          |
| 23-6-2018  | Ростов-на-Дону         | Південна Корея    | 1 – 2     | Мексика              | ЧС 2018 - 1-й етап             | -    |          |
| 27-6-2018  | Казань                 | Південна Корея    | 2 – 0     | Німеччина            | ЧС 2018 - 1-й етап             | -    | 23'      |
| 7-9-2018   | Коян                   | Південна Корея    | 2 – 0     | Коста-Рика           | товариський матч               | 1    | 68'      |
| 11-9-2018  | Сувон                  | Південна Корея    | 0 – 0     | Чилі                 | товариський матч               | -    | 64'      |
| 31-12-2018 | Абу-Дабі               | Саудівська Аравія | 0 – 0     | Південна Корея       | товариський матч               | -    | 46'      |
| 7-1-2019   | Дубай                  | Південна Корея    | 1 – 0     | Філіппіни            | Кубок Азії 2019 - 1-й етап     | -    | 86'      |
| 26-3-2019  | Сеул                   | Південна Корея    | 2 – 1     | Колумбія             | товариський матч               | 1    | 61'      |
| 7-6-2019   | Пусан                  | Південна Корея    | 1 – 0     | Австралія            | товариський матч               | -    | 73'      |
| 11-6-2019  | Сеул                   | Південна Корея    | 1 – 1     | Іран                 | товариський матч               | -    | 68'      |
| 10-9-2019  | Ашгабат                | Туркменістан      | 0 – 2     | Південна Корея       | Відбір до ЧС 2022              | -    |          |
| 15-10-2019 | Пхеньян                | Північна Корея    | 0 – 0     | Південна Корея       | Відбір до ЧС 2022              | -    |          |
| 14-11-2019 | Бейрут                 | Ліван             | 0 – 0     | Південна Корея       | Відбір до ЧС 2022              | -    | 80'      |
| 19-11-2019 | Абу-Дабі               | Бразилія          | 3 – 0     | Південна Корея       | товариський матч               | -    | 76'      |
| 14-11-2020 | Вінер-Нойштадт         | Південна Корея    | 2 – 3     | Мексика              | товариський матч               | -    | 62'      |
| 17-11-2020 | Maria Enzersdorf       | Катар             | 1 – 2     | Південна Корея       | товариський матч               | -    | 64'      |
| 12-6-2021  | Коян                   | Південна Корея    | 2 – 1     | Ліван                | Відбір до ЧС 2022              | -    | 46'      |
| Усього     |                        | Матчів            | 51        |                      | Голів                          | 8    |          |

## Досягнення
- Переможець Азійських ігор: 2014
- Переможець Кубка Східної Азії: 2015, 2017
- К-Ліга
  -  Переможець (2): 2014, 2015, 2017
- Ліга чемпіонів АФК
  -  Переможець (1): 2016